# Babua Kalan
Babua Kalan è una suddivisione dell'India, classificata come census town, di 8.829 abitanti, situata nel distretto di Dhanbad, nello stato federato del Jharkhand. In base al numero di abitanti la città rientra nella classe V (da 5.000 a 9.999 persone).

## Geografia fisica
La città è situata a 23° 48' 49 N e 86° 21' 53 E.

## Società

### Evoluzione demografica
Al censimento del 2001 la popolazione di Babua Kalan assommava a 8.829 persone, delle quali 4.817 maschi e 4.012 femmine. I bambini di età inferiore o uguale ai sei anni assommavano a 1.464, dei quali 723 maschi e 741 femmine. Infine, coloro che erano in grado di saper almeno leggere e scrivere erano 4.415, dei quali 2.918 maschi e 1.497 femmine.